# Läkerol
 Der er for få eller ingen kildehenvisninger i denne artikel, hvilket er et problem. Du kan hjælpe ved at angive troværdige kilder til de påstande, som fremføres i artiklen.

Läkerol er en serie af gummi arabikum-pastiller produceret af det svenske konfekturefirma Cloetta. Läkerol findes i over 16 forskellige smagsvarianter, og alle æsker har et indhold på 25 g.

## Läkerols historie
Navnet Läkerol blev i begyndelsen brugt til et flydende antiseptisk middel. Midlet blev imidlertid taget ud af sortimentet i forbindelse med, at halspastillen blev lanceret. I 1909 blev Läkerolpastillen introduceret i Sverige. Derefter fulgte Danmark som det andet land i 1910, Norge og Finland i 1912, Rusland i 1913 og Tyskland i 1914. Ekspansionen fortsatte derefter hurtigt til Holland, Polen, USA, Sydafrika, Colombia, Mexico, Kina og Venezuela. I 1939 blev Läkerol solgt i 35 lande.
Stifteren, Adolf Ahlgren, gav Läkerol symbolet "A", og dette "A" er stadig præget på alle Läkerolæskerne den dag i dag.  Adolfs søn lagde i 1953 navn til en anden type slik: Ahlgrens biler. 
I starten blev Läkerol markedsført som medicin snarere end konfekture med fokus på frisk mund og hals. Derefter har frisk mund, tale og stemmer været fokus i markedsføringen, og siden 1993 har det officielle slogan været ”makes people talk” ("får folk til at snakke").

## Smagsvarianter
- Läkerol Original
- Läkerol Cactus
- Läkerol Licorice Seasalt
- Läkerol Salmiak
- Läkerol Salvi
- Läkerol Yuzo Citrus
- Läkerol Crystal Salmiak
- Läkerol Rasberry Lemongrass
- Läkerol Raspberry Licorice
- Läkerol Licorice Persimon
- Läkerol Eucalyptus
- Läkerol Licorice Mint
- Läkerol XTREME Salmiak
- Läkerol YUP Wild Sour
- Läkerol YUP Salty Licorice
- Läkerol Apple Elderflower
- Läkerol Salty Caramel
- Läkerol Strawberry Lime
- Läkerol Strawberry